# Who's Who
Who's Who o Who is Who è una serie di pubblicazioni di riferimento in cui sono registrate notizie biografiche e altre informazioni utili sulle persone che contano, in ambito generale o in uno specifico settore (nazionale o internazionale). Tali opere in genere hanno cadenza annuale.
L'espressione Who's Who è di pubblico dominio ed è stata utilizzata da vari autori ed editori come titolo di numerose pubblicazioni con varie finalità. Molte pubblicazioni Who's Who sono pagate dagli editori (editoria a pagamento) con il solo scopo di vendere il libro agli stessi personaggi di cui è stata inserita la biografia.

## Esempi noti
- Who's Who (UK), repertorio di personaggi di rilievo britannici dal 1849; le persone che sono decedute entro il 1897 sono elencate in Who Was Who.
- Who's Who in Australia, repertorio di personaggi di rilievo australiani dal 1923.
- Who's Who in American Art, repertorio di artisti di rilievo statunitensi.
- Who's Who in Italy, l'opera che presenta i profili degli 8000 personaggi e 4500 aziende e istituzioni più significativi in Italia dal 1957.
- Who's Who in Europe, repertorio di personaggi di rilievo europei dal 1965.
- Who's Who in France, repertorio di personaggi di rilievo francesi o viventi in Francia dal 1953.
- Who's Who in British History.
- Who's Who in Scotland, repertorio di personaggi di rilievo scozzesi dal 1986.
- Who's Who in the DC Universe, repertorio di personaggi dell'Universo DC.
- Who's Who Among American High School Students e Who's Who Among American College Students, repertorio di studenti di college americani che si sono distinti per elevato rendimento scolastico.
- Who's Who Online, servizio online che contiene informazioni biografiche e professionali.
- Who's Who in Graphic Art , repertorio dei più importanti grafici del mondo.
- Hinterland Who's Who, serie di annunci rilasciati negli anni sessanta dal Ministero dell'Ambiente Canadese sul profilo genetico di animali e uccelli canadesi.
- International Who's Who, pubblicazione dell'ex Europa Publications del gruppo Taylor and Francis.
- Marquis Who's Who, una serie di libri pubblicati dall'editrice Marquis, contenente principalmente un repertorio di personaggi Americani, ma che include anche Who's Who in the World.
- Hübners Who Is Who, by Who is Who, Verlag für Personenenzyklopädien AG, Zurigo, che ha un certo numero di edizioni nazionali di paesi europei:
  - una edizione comune in lingua tedesca per (Svizzera, Austria, Liechtenstein, Germania e Lussemburgo): Who is who in dem deutschen Sprachgebiet, nonché edizioni nazionali separate per
    - Austria: Who is Who in Österreich.
    - e Germania:  Who is Who in der Bundesrepublik Deutschland.

  - Polonia: Who is Who w Polsce. Vedi: "akwizycja prestiżu" by Kamil M. Smialkowski[collegamento interrotto].
  - Repubblica Ceca: Who is...? (v Ceské republice).
  - Slovacchia:  Who is Who v Slovenskej republike.
  - Ungheria:  Who is Who Magyarországon.
  - Romania: Enciclopedia Personalitatilor din România: Who is Who.
  - Grecia e Cipro: Who is Who st?? ????da.
  - Turchia:  Türkiye'de Who is Who.
  - Russia (incluse altri paesi di lingua russa - Bielorussia, e Russi di altri paesi dell'ex-USSR): Who is Who? ??????.
  - Vietnam: Ai là ai.
  - Jugoslavia: Ko je ko u Jugoslaviji (1970).

## Pubblicazioni analoghe
Alcuni libri Who's Who hanno il titolo nella lingua del relativo paese:
- Danese: Kraks Blå Bog (dal 1910) annuale
- Tedesco: Wer ist's? (1905-1935) e Wer ist wer? (dal 1951) quasi annuale
- Norvegese: Hvem er Hvem? (dal 1912) 14 edizioni nel XX secolo
- Svedese: Vem är det? (dal 1912) ogni anno pari

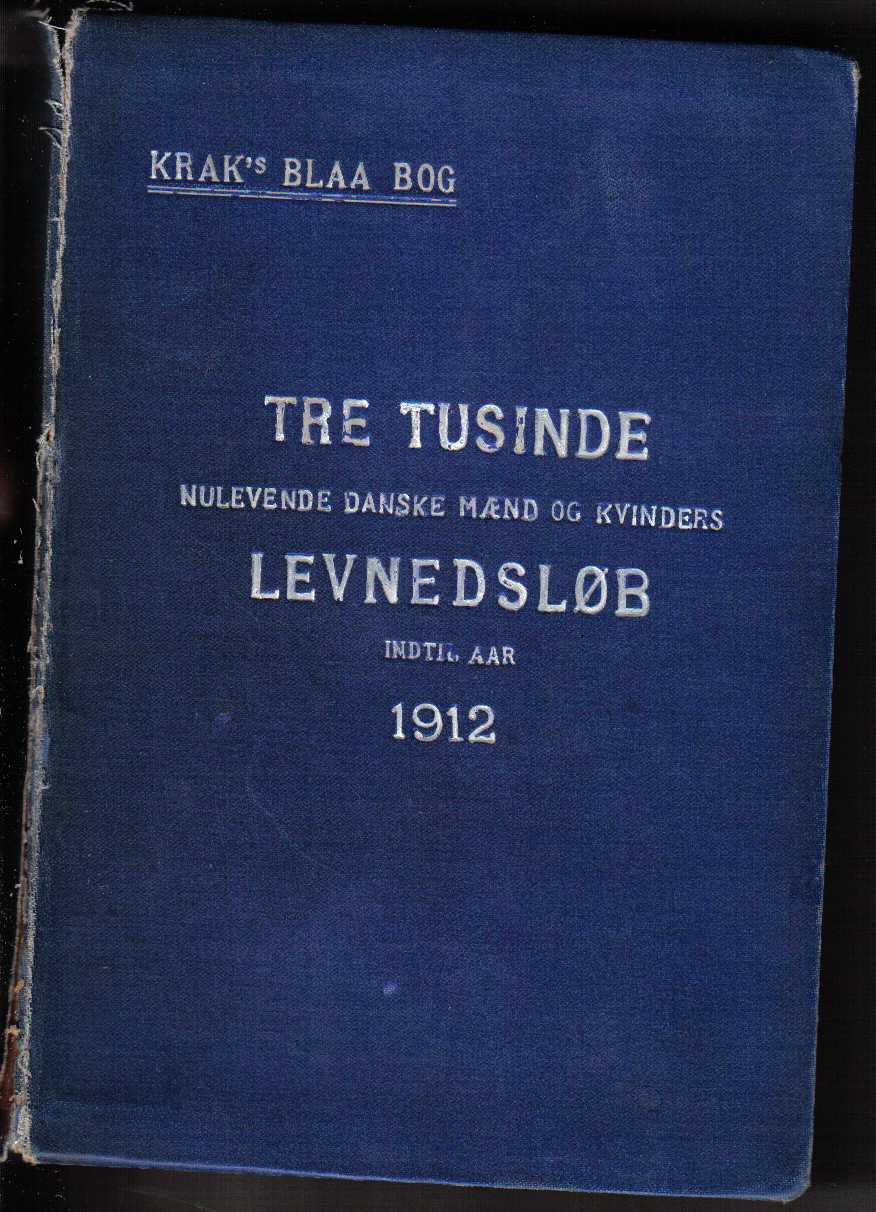
Il danese Kraks Blå Bog (1912)
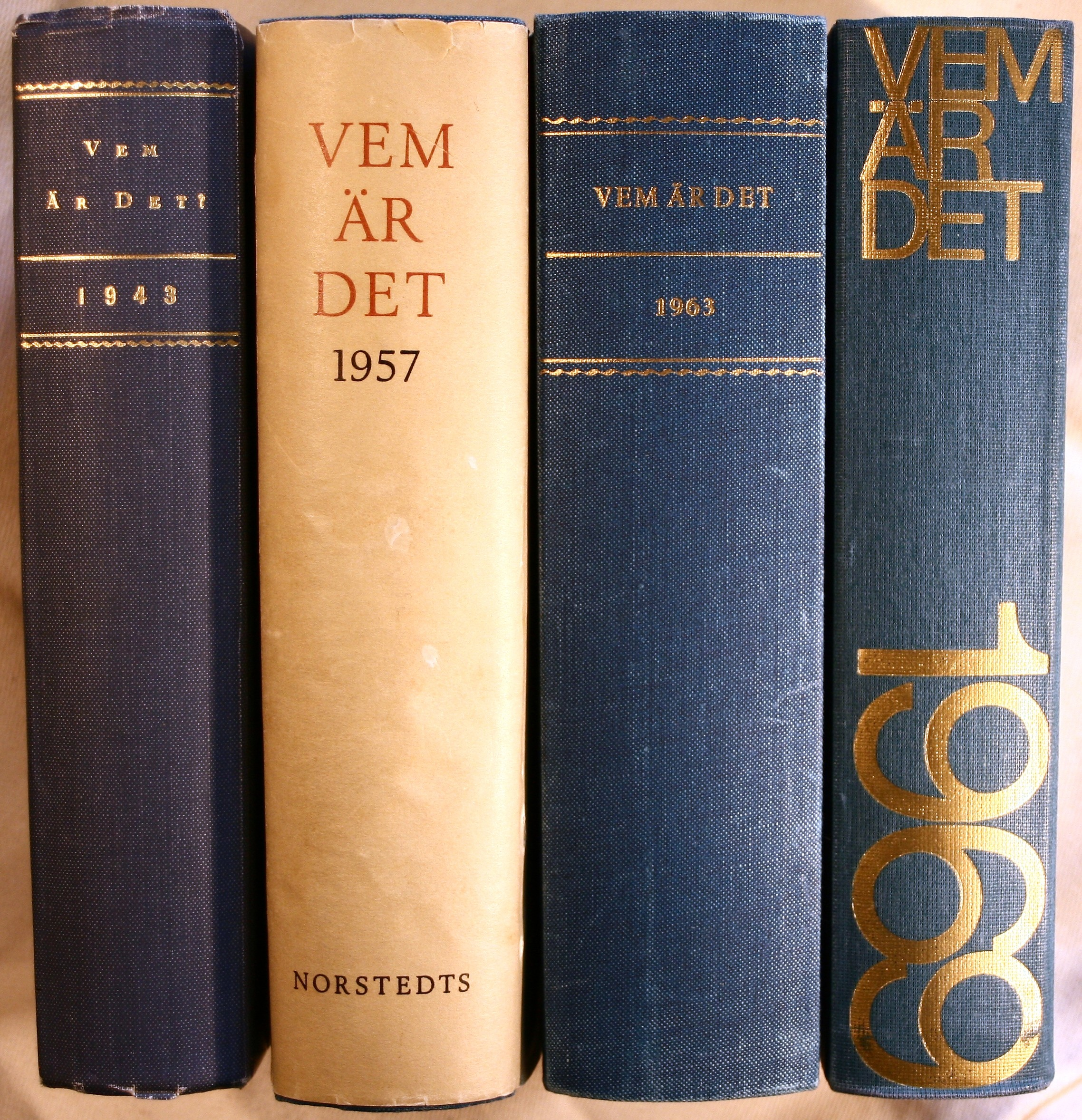
Lo svedese Vem är det (4 edizioni)
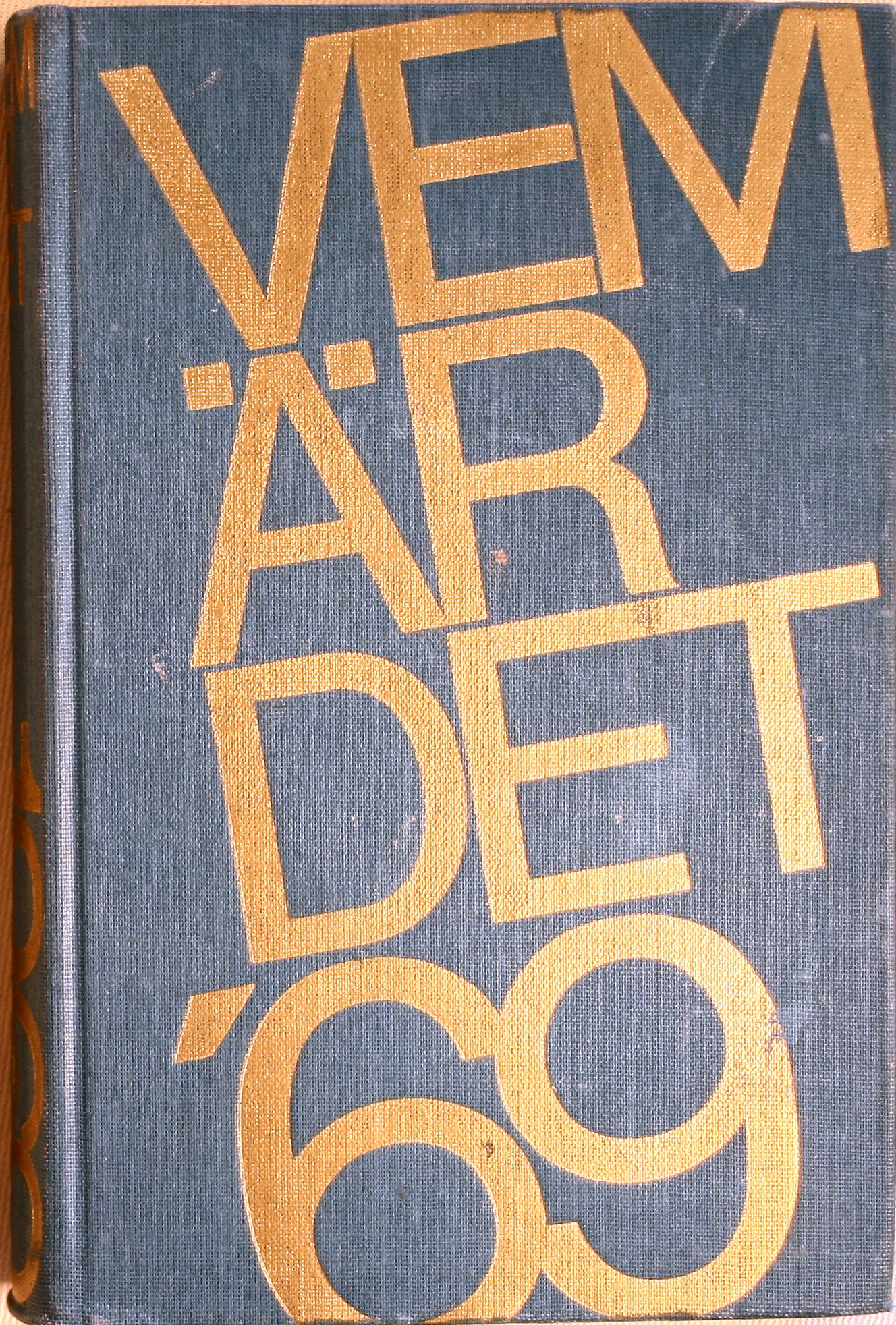
Lo svedese Vem är det (1969)